# Денис Вајланд
Денис Вајланд (Хановер, 30. август 1974) је немачки фудбалер на позицији левог везног играча. Са братом Никласом формира "Weiland-Connection" клуба из Мајнца.

## Каријера
- -1991 SV Germania Grasdorf
- 1991-1993 Hannoverscher SV 96
- 1993-1994 Spfr. 06 Ricklingen
- 1994-1997 BV Borussia 09 Dortmund
- 1997-1998 SC Rot-Weiß Oberhausen[2]
- 1998-1999 SV Arminia Hannover 1910
- 1999-2001 VfL 1899 Osnabrück
- 2001-2006 1. FSV Mainz 05 [2]

## Утакмице и голови
1. бундеслига:
- 012 (0) за 1. FSV Mainz 05

2. бундеслига:
- 030 (2) за VfL 1899 Osnabrück
- 077 (5) за 1. FSV Mainz 05
- 107 (7) укупно

Регионална лига:
- 029 (3) за SC Rot-Weiß Oberhausen
- 034 (3) за SV Arminia Hannover 1910.
- 004 (2) за VfL 1899 Osnabrück
- 004 (0) за 1. FSV Mainz 05
- 071 (8) укупно

Покал:
- 001 (0) за Spfr. 06 Ricklingen
- 001 (0) за SC Rot-Weiß Oberhausen
- 001 (0) за VfL 1899 Osnabrück
- 005 (1) за 1. FSV Mainz 05
- 008 (1) укупно

Куп УЕФА:
- 001 (0) за 1. FSV Mainz 05

## Успеси
- Прелазак у другу бундеслигу 1998. са SC Rot-Weiß Oberhausen
- Прелазак у другу бундеслигу 2000. са VfL 1899 Osnabrück
- Прелазак у прву бундеслигу 2004. са 1. FSV Mainz 05